# Generalštab NOV in PO Bosne in Hercegovine
Generalštab NOV in PO Bosne in Hercegovine je bilo vrhovno poveljstvo narodnoosvobodilne vojske in partizanskih odredov Bosne in Hercegovine.

## Zgodovina
Štab je bil ustanovljen julija 1941 kot Vojno rukuvodstvo za BiH; pozneje je bil preimenovan v generalštab. Poleti 1942 je bil generalštab razpuščen, saj so poveljstvo nad NOV in PO Bosne in Hercegovine prevzeli člani Vrhovnega poveljstva NOVJ, ki so se nahajali na področju BiH.

## Člani
- Svetozar Vukmanović
- Rodoljub Čolaković
- Slobodan Princip Seljo
- Mahmut Bušatlija Bodin
- Osman Karabegović
- Uglješa Danilović
- Kosta Nađ